# 振付稼業air:man
振付稼業air:man（ふりつけかぎょうエアーマン）は、日本の振付師ユニット。CMの振付を中心に、コンサート、ライブ、映画、PVなど様々な分野の振付をメンバーで手がけている。複数人数で手掛ける振付ユニットは業界初である。
2008年には「世界三大広告賞」と言われるコンクールの「カンヌ国際広告祭」、「クリオ賞」、「One Show」グランプリをそれぞれ受賞した。

## メンバー
- 杉谷一隆（すぎたに かずたか、1972年3月12日 - ）
  - 福岡県博多区出身。立命館大学経済学部卒業。
  - 大学在学中に布施博主宰の劇団「東京ロックンパラダイス」の旗揚げに参加。
  - 芸能界デビュー前の土屋太鳳にダンスを教えていた。[4]
- 菊口真由美（きくぐち まゆみ、1982年[5]5月2日 - ）
  - 9歳よりミュージカル『アニー』の影響でタップダンスを始める。
  - 芸能界デビュー前の土屋太鳳にダンスを教えていた。[4]

## 沿革
前身は1996年に杉谷、KOBA、才勝、今泉朋子の4名が立ち上げたダンスを推進する「演劇集団 今泉朋子とair:man」。その後、ボーカルaya suekiと数人のパフォーマーを加え「air:man」としてクラブイベント等で活動。幾度かのメンバー交代を経てメディア振り付けに長けていた面子で「振付稼業air:man」としても活動の後、2004年に現在のメンバーが集まりユニット名も「振付稼業air:man」と統一された。

### 年表
- 1996年9月 - 「演劇集団air:man」を設立
- 2004年 - 「振付稼業air:man」を設立
- 2008年 - 『UNIQLOCK』で世界三大広告賞の「カンヌ国際広告祭」、「クリオ賞」、「One Show」をそれぞれ受賞[2][3]。
- 2015年 - OK Go『I Won't Let You Down』で「2015 MTV Video Music Awards」でBest Choreography、「2015 55th ACC CM FESTIVAL」で総務大臣賞、「MTV VIDEO MUSIC AWARDS JAPAN 2015」で最優秀洋楽グループビデオ賞を受賞。

## 主な振付作品

### 番組
- おかあさんといっしょ『ぼよよん行進曲』（2006年）

### CM振付
- ユニクロ・『UNIQLOCK』（2007年）
- チョーヤ梅酒・『酔わないウメッシュ』篇
- グリコ・ポッキー - 出演者：忽那汐里など
- NTTドコモ・『Ring a Ding Dong』篇 - 出演者：木村カエラなど
- NTTドコモ・『HAVE A NICE d! 』篇「サンバイデスッテ」篇「星に願いを」篇「とりかえるの歌」篇「ポインコ音頭」篇「うさぎの歌」篇「申込んでスグよの歌」篇「新生活応援団」篇 - 出演者：中条あやみ（2016年・2017年）
- P&G・ボールド『タッチでポン』篇（2011年）
- CHINTAI・『ネットでCHINTAI』篇 - 出演者：中居正広（2012年）
- ABC （静岡・長野・山梨にあるパチンコ店）
- ロート製薬・成長期応援飲料 セノビック（2012年）
- ZENT・『ダンス』篇（2015年）
- ガンホー・『パズル&ドラゴンズ』(2015年)
- LINE・LINEバイト・『LINE応募ばい』篇 - 出演者：三戸なつめ
- bitFlyer・『ビットコインはbitFlyer～世界は回る/みんなでダンス編～』 - 出演者：成海璃子（2016年）
- CNCIグループ「楽しさ、ヨリドリ、ミドリ。」篇 -  出演者：MIOYAE（2017年）[6]
- バイトル『宅配便』篇、『カラオケボックス』篇、『パート』篇、『警備員』篇 - 出演者：乃木坂46（2019年）
- ソフトバンク『半額ブギウギ』篇 - 出演者：白石麻衣（2019年）
- にしたんクリニック- 出演者：郷ひろみ、3時のヒロイン（2021年〜2022年）
- 日本製鉄『朝の体操』篇- 出演者：川口春奈（2023年）
- NTTドコモ『eximo 行進』篇- 出演者：石原さとみ（2023年）
- スタディーサプリ『スタサプの“ス”』篇『“ス”タサプ・ダンス』篇- 出演者：斎藤工（2024年）

### PV振付
ASIAN KUNG-FU GENERATION
- - 踵で愛を打ち鳴らせ（2012年）

いきものがかり
- - じょいふる（2009年）
  - キミがいる（2010年）

AKB48
- - 野菜シスターズ（2010年）
  - なんてボヘミアン（2012年）
  - ハステとワステ（BKA48）（2013年）
  - 今度こそエクスタシー（2013年）
  - 希望的リフレイン（2014年）
  - 美しい狩り（2015年）

HKT48
- - バグっていいじゃん（2017年）

Not yet
- - 週末Not yet（2011年）
  - 西瓜BABY（2012年）

OK Go
- - I Won't Let You Down（2014年）

木村カエラ
- - You（2006年）
  - Honey B ～みつばちダンス～（2007年）
  - Jasper（2008年）
  - BANZAI（2009年）
  - Ring a Ding Dong（2010年）
  - 喜怒哀楽 plus 愛 （2011年）
  - OLE!OH!（2014年）

きゃりーぱみゅぱみゅ
- - PONPONPON（2011年）[2]。

くるり
- - Liberty&Gravity（2014年）
  - さよならリグレット(2008年)

サカナクション
- - ネイティブダンサー（2009年）
  - スローモーション（2011年）
  - バッハの旋律を夜に聴いたせいです。（2011年）
  - さよならはエモーション（2014年）
  - 新宝島（2015年）
  - 忘れられないの（2019年）

私立恵比寿中学
- - 禁断のカルマ（2013年）
  - バタフライエフェクト（2014年）

SMAP
- - Moment（2012年）

V6
- - 蝶（2008年）
  - バリバリBUDDY!（2012年）

NEWS
- - バンビーナ （2008年）
  - SUMMER TIME（2008年）
  - Happy Birthday（2008年）
  - 恋のABO（2009年）
  - Fighting Man（2010年）
  - チャンカパーナ（2012年）
  - WORLD QUEST（2012年）
  - 渚のお姉サマー（2013年）
  - ONE -for the win-（2014年）
  - KAGUYA（2015年）
  - チュムチュム（2015年）
  - ヒカリノシズク（2016年）
  - Touch（2016年）
  - 恋を知らない君へ（2016年）
  - Theme of QUARTETTO（2016年）
  - EMMA（2017年）
  - LPS（2018年）
  - BLUE（2018年）
  - 「生きろ」（2018年）
  - トップガン（2019年）
  - Love Story（2019年）
  - チンチャうまっか（2020年）
  - ビューティフル（2020年）
  - カナリヤ（2020年）
  - 未来へ（2021年）
  - ReBorn（2021年）
  - LOSER（2022年）
  - 三銃士（2022年）
  - ギフテッド（2023年）

関ジャニ∞
- - 今（2017年）

Kis-My-Ft2
- - My Resistance-タシカナモノ‐（2013年）

山下智久
- - 愛、テキサス（2012年）
  - LOVE CHASE（2012年）

スガシカオ
- - 午後のパレード（2006年）
  - コノユビトマレ（2008年）

SEKAI NO OWARI
- - SOS（2015年）
  - Hey Ho（2016年）

DREAMS COME TRUE
- - 生きてゆくのです♡（2010年）

9nine
- - イーアル!キョンシー feat.好好!キョンシーガール（2012年）

乃木坂46
- - 偶然を言い訳にして（2012年）

浜田ばみゅばみゅ
- - なんでやねんねん（2015年）

ピラメキオールスターズ (はんにゃとフルーツポンチ)
- - ピラメキたいそう（2010年）

フジファブリック
- - バタアシParty Night（2013年）

flumpool
- - 夏Dive（2009年）

マーヴェラス西川 with てれび戦士
- - DAIJOUBU!（2018年）

YUKI
- - JOY（2005年）

L'Arc〜en〜Ciel
- - SEVENTH HEAVEN（2007年）

RIP SLYME
- - 熱帯夜（2007年）

Little Glee Monster
- - 私らしく生きてみたい（2016年）

リサイタルズ
- - 俺らリサイタルズ(2019年)

### 演出振付
- NEWS LIVE TOUR 2015 WHITE（2015年）
- NEWS LIVE TOUR 2016 QUARTETTO（2016年）
- NEWS LIVE TOUR 2017 NEVERLAND（2017年）
- NEWS ARENA TOUR 2018 EPCOTIA（2018年）
- NEWS 15th Anniversary LIVE 2018 "Strawberry"（2018年）
- NEWS DOME TOUR 2018-2019 EPCOTIA -ENCORE-（2018年）
- NEWS LIVE TOUR 2019 WORLDISTA（2019年）
- NEWS LIVE TOUR 2020 STORY（2021年）
- NEWS LIVE TOUR 2022 音楽（2022年）
- NEWS 20th Anniversary LIVE 2023 NEWS EXPO（2023年）
- NEWS 20th Anniversary LIVE 2023 in TOKYO DOME BEST HIT PARADE!!! 〜シングル全部やっちゃいます〜（2023年）

### コンサート振付
- SMAP『SMAPコンサートツアー2012“GIFT of SMAP”』
- NHK 『ETV50 キャラクター大集合 とどけ！みんなの元気パワー～輝け！こども番組元気だ！大賞～』
- ノンタンのハッピーコンサート『ノンタンのわくわくピクニック』

### 舞台振付
- 舞台『ぶっせん』（2013年）
- 関西テレビ放送開局55周年記念 ミュージカル『愛の唄を歌おう』（2014年）
- parco produce『いやおうなしに』（2015年）
- 舞台『TAKE FIVE2』（2016年）
- 大人計画『ゴーゴーボーイズゴーゴーヘブン』（2016年）
- 舞台『上を下へのジレッタ』（2017年）
- ブロードウェイ・ミュージカル『アダムス・ファミリー』（2014年）（2017年）
- 大人計画『ニンゲン御破算』（2018年）
- 音楽劇『マニアック』（2019年）
- Bunkamura30周年記念 シアターコクーン ＋ 大人計画『キレイ～神様と待ち合わせした女～』（2014年）（2020年）
- COCOON PRODUCTION 2021『シブヤデアイマショウ』（2021年）
- 大人計画『3年B組皆川先生～2.5時幻目～』（2021年）
- ミュージカル『衛生～リズム＆バキューム～』（2021年）
- 大人計画『パ・ラパパンパン』（2021年）
- モチロンプロデュース『阿修羅のごとく』（2022年）
- 大人計画『ツダマンの世界』（2022年）
- 明治座創業150周年記念前月祭『大逆転！大江戸桜誉賑』（2023年）
- COCOON PRODUCTION 2023『シブヤデマタアイマショウ』（2023年）

### アニメーション振付
- 『キラキラ☆プリキュアアラモード』前期ED「レッツ・ラ・クッキン☆ショータイム」（2017年）
- 『キラキラ☆プリキュアアラモード』後期ED「シュビドゥビ☆スイーツタイム」（2017年）
- 『HUGっと!プリキュア』前期ED「HUGっと!未来☆ドリーマー」（2018年）
- 『HUGっと!プリキュア』後期ED「HUGっと!YELL FOR YOU」（2018年）
- 『映画 HUGっと!プリキュア♡ふたりはプリキュア オールスターズメモリーズ』ED「DANZEN! ふたりはプリキュア〜唯一無二の光たち〜」（2018年）
- 『スター☆トゥインクルプリキュア』前期ED「パペピプ☆ロマンチック」（2019年）
- 『スター☆トゥインクルプリキュア』後期ED「教えて...!トゥインクル☆」（2019年）
- 『僕のヒーローアカデミア』文化祭演奏曲「Hero too」（2020年）

## 出演（テレビ番組）
- ポンキッキシリーズ（フジテレビ系・BSフジ）出演・振付
- 空飛ぶ!爆チュー問題 （フジテレビワンツーネクスト）出演・振付
- ピラメキーノ（テレビ東京）2009年 - 出演・振付
- デザインあ#14（NHK教育テレビ） 2011年10月28日放送 - 「デザインの人」コーナー出演
- 情熱大陸（毎日放送）、2012年9月16日放送
- DEEP PEOPLE（NHK総合テレビ）、2012年10月29日放送
- 歴史にドキリ（NHK教育テレビ）中村獅童、ヒャダインのダンスシーンの振付
- 天才てれびくんYOU（NHK教育テレビ）「たてっ！よこっ！ななめっ！みんなのちから！」振付のみ
- シャキーン！（NHK教育テレビ）
- 地球イチバン（NHK総合テレビ）
- 関ジャム 完全燃SHOW（テレビ朝日）
- 声優と夜あそび 繋（ABEMA）